# Nó (ciência da computação)
Um nó é um registo que consiste em um ou mais campos, que são ligações a outros nós, e um campo de dados. Os campos de ligação e dados são frequentemente implementados por ponteiros ou referências, embora também é bastante comum para os dados serem incorporados diretamente no nó. Nós são usados para construir estruturas de dados, frequentemente hierárquicas, ligadas como listas ligadas, árvores e grafos. Estruturas de dados grandes e complexos podem ser formadas a partir de grupos de nós interligados. Nós são conceitualmente semelhantes aos vértices, que são elementos de um grafo. É dito que o software tem uma arquitetura de grafo de nó quando sua organização é composta de nós interligados.

## Exemplos de implementação de pseudocódigo
Um nó contendo um único campo de referência de nó.
```
 
registro
 
NóLigadoIndividualmente
 {
    próximo, 
// Uma 
referência
 para o próximo nó

    dado 
// Dado ou referência para o dado

 }
```

Aqui três nós, do tipo especificado acima, forma uma única lista ligada de comprimento 3: